# 塔氏南鰍
塔氏南鰍（學名：Schistura thavonei）為輻鰭魚綱鯉形目條鰍科南鰍屬的其中一種。分布於亞洲寮國VNam Ma流域，體長可達4.8公分，棲息在有淺灘的河川底層水域，生活習性不明。

## 扩展阅读
維基物種上的相關：塔氏南鰍